# Senobasis claripennis
Senobasis claripennis là một loài ruồi trong họ Asilidae. Senobasis claripennis được Schiner miêu tả năm 1867.